# Calocera guepinioides
Calocera guepinioides är en svampart som beskrevs av Berk. 1845. Calocera guepinioides ingår i släktet Calocera och familjen Dacrymycetaceae.   Inga underarter finns listade i Catalogue of Life.